# Cheilanthes marsupianthes
Cheilanthes marsupianthes là một loài thực vật có mạch trong họ Adiantaceae. Loài này được (Fée) T. Reeves ex Mickel & A.R. Sm. mô tả khoa học đầu tiên năm 2004.